# Fiestas galantes (poemario)
Fiestas galantes es una colección de poemas de Paul Verlaine publicada en 1869. Es la segunda colección firmada por el poeta, después de la publicación de Poemas saturnianos en 1866. 
Fiestas galantes se compone de 22 poemas de formas métricas variadas que representan escenas de seducción y juegos amorosos entre personajes salidos del mundo de la comedia del arte italiana y de un entorno rural idealizado.

## Génesis e historia editorial
Después de publicar Poemas saturnianos en 1866, Verlaine trabajó en varios proyectos al mismo tiempo y rápidamente se alejó de la estética del parnasianismo, a la cual parecía adherirse su primera colección, aunque sin ajustarse completamentea ella. En 1867, bajo el seudónimo de Pablo-Maria de Herlânes, publicó el folleto Las amigas, presentado como una compilación de "escenas de amor sáficas", es decir, de amor lésbico, y que no publicaría con su nombre real sino hasta 1889 en Paralelamente.
Durante esa misma época, Verlaine compuso varios poemas que fueron publicados en revistas literarias, entre los cuales se encuentran algunos de los que posteriormente se compilarían en Fiestas galantes. A continuación, se enlistan algunas de estas primeras publicaciones de los poemas y sus títulos iniciales:
- Claro de luna: La Gazette rimée, 20 de febrero de 1867, bajo el título Fiestas galantes (Fêtes galantes).[4]
- Mandolina: La Gazette rimée, 20 de febrero de 1867, bajo el título Trumeau.[5]
- Claro de luna, La avenida, Sobre el césped, Mandolina, Pantomima, El Fauno: L'Artiste, 1 de enero de 1868. Los poemas se agrupan bajo el título Fiestas galantes (Fêtes galantes).[6]
- De paseo, En la gruta, Los ingenuos, A Climene, Sordina, Coloquio sentimental: L'Artiste, 1 de julio de 1868. Los poemas se agrupan bajo el título Nuevas fiestas galantes (Nouvelles fêtes galantes).[7]
- Cortejo y El amor por tierra: L'Artiste, marzo de 1869. Ambos poemas se agrupan bajo el título Poesía (Poésie).[8]

El 20 de febrero de 1869, se terminaron de imprimir los 350 ejemplares de la primera edición de la colección completa. Fue editada por Alphonse Lemerre, pero estuvo a cargo de Verlaine, como sucedió con todas sus otras colecciones hasta Jadis et Naguère. La colección se puso a la venta en marzo. Posteriormente, en 1886 apareció una reedición de la colección que incluía algunas correcciones. Se imprimieron 600 ejemplares, de los cuales 100 estaban destinados al autor.

## Estructura
Fiestas galantes se compone de 22 poemas cortos escritos con metros breves y estrofas cortas:
1. Claro de luna (Clair de Lune)
2. Pantomima (Pantomime)
3. Sobre el césped (Sur l'herbe)
4. La avenida (L'allée)
5. De paseo (A la promenade)
6. Los ingenuos (Les ingénus)
7. Cortejo (Cortège)
8. Las conchas (Les coquillages)
9. Fantoches (Fantoches)
10. Citeres (Cythère)
11. En lancha (En bateau)
12. El fauno (Le faune)
13. Mandolina (Mandoline)
14. Patinando (En patinant)
15. En la gruta (Dans la grotte)
16. A Climene (A Clymène)
17. Carta (Lettre)
18. Los indolentes (Les indolents)
19. Colombina (Colombine)
20. El amor por tierra (L'amour par terre)
21. Sordina (En Sourdine)
22. Coloquio sentimental (Colloque sentimental)

## Recepción y crítica
El libro no tuvo casi ningún impacto tras su lanzamiento. Francis Magnard, el entonces director de Le Figaro, rechazó la colección en un artículo publicado el 25 de marzo del mismo año de la publicación de Fiestas galantes:

El Sr. Verlaine se distingue —dentro de la multitud de parnasianos, por debajo del Sr. Coppée y del Sr. Prudhomme— por una inspiración motivada por el refinamiento, la originalidad y una afectación artificial. [...] En sus Fiestas galantes, publicadas recientemente, se limita a ser intrincado, incrustado y recargado como un mueble de Boule [sic, Boulle], abigarrado como un pájaro isleño, un sinsentido bullicioso. Sin sentimiento, apenas unas impresiones; y, sin embargo, ahí hay un talento que despertará, me parece, el día en el que el Sr. Verlaine quiera pensar y escribir algo más que afables tonterías rimadas. Sus defectos no son los de un hombre simple ni los de una mente vulgar.

A continuación, Magnard cita el poema Las conchas, pero, por razones morales, censura el último verso con una línea punteada. El verso en cuestión contiene una alusión erótica: "Pero una [concha], entre todas, me encantó" ("Mais un, entre autres, me troubla").

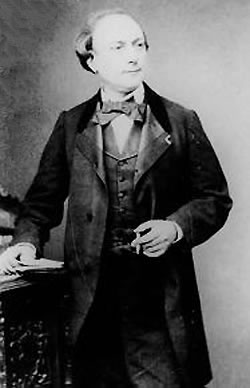
Théodore de Banville fue uno de los poetas que influyeron a Verlaine, así como la composición de Fiestas galantes.

La colección de poemas le valió a Verlaine una nota elogiosa de Victor Hugo el 16 de abril de 1869. Théodore de Banville, cuya poesía influyó al poeta, mencionó la colección en el periódico Le National el 19 de abril de 1869:

Pero hay espíritus enloquecidos por el arte, seducidos por la poesía más que por la naturaleza, que, como el barquero de Peregrinación a la isla de Citera, en lo más profundo de los bosques vivaces y temblorosos, sueñan con los encantos de la pintura y las decoraciones; que al oír al ruiseñor cantar y al céfiro murmurar, extrañan los acordes de las arpas y los laúdes, y que, aun en las cuevas salvajes, en los retiros sagrados de las ninfas despeinadas y desnudas, ¡quieren Amintas y Cidalisas hábilmente peinadas y vestidas con largas túnicas de satín color púrpura y rosa! A aquellos les diría: lleven con ustedes las "Fiestas galantes" de Paul Verlaine, y este pequeño libro de magia invocará para ustedes de forma suave, armoniosa y deliciosamente triste el mundo ideal y encantado del divino maestro de las comedias amorosas, del gran y sublime Watteau.

Antoine Watteau, Peregrinación a la isla de Citera, 1717.

El escritor que más llamó la atención sobre la colección de poemas fue Arthur Rimbaud, quien la leyó en 1870 y habló de ella en una carta del 25 de agosto de 1970, dirigida a Georges Izambard, que dice:

Tengo las "Fiestas galantes" de Paul Verlaine, un bonito in-12 écu. Es bastante extraño, muy divertido; pero la verdad es adorable. A veces hay licencias muy libres: "Y la feroz pantera de Hircania" ["Et la tigresse épouvantable d'Hyrcanie"], por ejemplo, es un verso de este volumen.

El verso citado por Rimbaud es el tercero del poema En la gruta. Rimbaud habla inmediatamente después de La buena canción, otra colección de poemas de Verlaine que apreciaba igualmente.
A pesar de haber tenido una recepción discreta al principio, la opinión de los críticos cambió rápidamente y, a partir de la década de 1880, Fiestas galantes pasó a ser considerada una de las mejores colecciones de Verlaine, en la que su originalidad poética es mayor. En su libro Nos Poètes, publicado en 1888, Jules Tellier, un joven poeta amigo de Verlaine, vio en la colección de poemas la obra cumbre del poeta y así escribió:

Esta deliciosa pureza de forma y fondo, Verlaine nunca la volverá a alcanzar.

En una primera impresión, la colección se presenta como una serie de fantasías a la manera de Watteau en las que Verlaine usa abundantes juegos prosódicos. Sin embargo, poco a poco, el sentimiento de fracaso y de vanidad de los juegos amorosos entre los pequeños marqueses y las Colombinas da color a la colección. Esto sucede desde el primero y hasta el último poema, Coloquio sentimental:

Dans le vieux parc solitaire et glacé [...]

L'espoir a fui, vaincu, vers le ciel noir.
Por el viejo parque solitario y helado [...]

La esperanza se fue vencida al cielo negro.
Traducido por Manuel Machado.

Fiestas galantes posee una unidad temática construida en gran medida a partir de las relaciones entre ideas recurrentes y efectos espaciales. Los poemas no son simples imitaciones de las pinturas de Watteau, sino el resultado del descubrimiento que experimenta Verlaine de formas existentes que se ajustan a sus propias ideas. La estética de la colección se construye sobre las tensiones que existen entre los sentimientos intensos y los escenarios en los que se presentan. Hallam Walker cree que el poeta tenía una “gran sensibilidad visual” con la cual pudo construir la vaguedad espacial que rodea a los poemas de la obra. Las imágenes visuales crean una sensación de fluidez en el espacio, el tiempo y el pensamiento. El uso de estas imágenes visuales y espaciales es fundamental para la creación de una musicalidad, con la cual Verlaine añade una nueva dimensión poética a las composiciones.
A mediados del siglo XIX, París se convirtió en el centro del género literario del nocturno, como se observa en los poemas de los poetas como Baudelaire, Gautier, Corbière y Verlaine. Las Fiestas galantes de Verlaine son nocturnas y este es uno de los rasgos que las distingue de las diurnas de Watteau, sin embargo, las fiestas galantes nocturnas también son tratadas por otros poetas como Rubén Darío y Valle-Inclán. Para Leda Schiavo:

“El presunto paraíso de las fiestas galantes de Watteau está obliterado en Verlaine por la ironía, el lúcido escepticismo de los enamorados y la presencia inexorable de la muerte”.

### Influencia en la literatura española e hispanoamericana

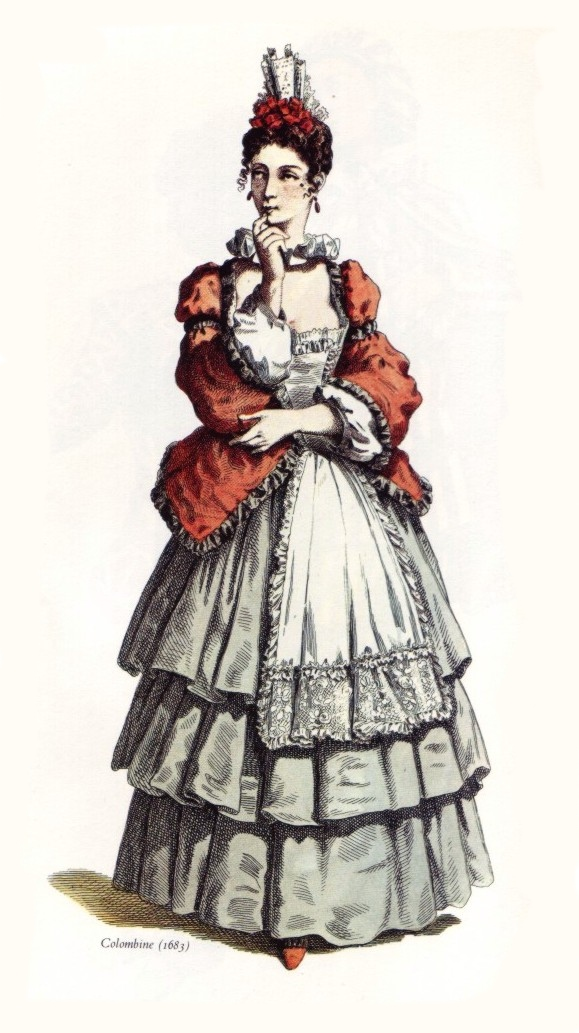
Colombina, personaje de la comedia del arte italiana que aparece en Fiestas Galantes.

El simbolismo francés fue una importante antecedente para el modernismo español e hispanoamericano. Al respecto, José Cenizo Jiménez afirma que: “de las dos corrientes que indicábamos en el modernismo, la parnasiana (perfección formal) y la simbolista (sugerencia, vaguedad lírica), es la última la que tiene mayor aceptación en España”. Específicamente, Verlaine fue uno de los poetas cuya obra influyó directamente al poeta nicaragüense Rubén Darío y, en gran medida, al poeta modernista español Manuel Machado. Machado no solo retoma en su obra algunos de los rasgos formales de la poesía verlaineana (rima, metro), la intimidad y vaguedad, sino también sus temas. Como en Fiestas Galantes, Machado añade personajes de la Comedia del arte a sus composiciones. En su poema Copo de nieve, por ejemplo, Machado menciona a Colombina y a Pierrot y, en Figulinas, a Watteau. En la poesía de Darío también podemos encontrar personajes de la comedia del arte como Pierrot (El faisán) o Tirsis (Era un aire suave).
Además, hay una clara influencia de la métrica del simbolismo francés en la métrica del modernismo. Los versos alejandrinos “de trece sílabas” usados por los modernistas son producto de esta influencia. Además, en los poemas de Rubén Darío se pueden observar rasgos heredados del simbolismo y más precisamente de Verlaine, como lo son la alternancia entre versos de sílabas pares e impares, dislocación acentual, cesuras poco frecuentes, aliteraciones y encabalgamientos.

## Fiestas galantesen la música
En el siglo XIX y XX, algunos compositores solían crear ciclos de canciones a partir de una selección de poemas de algún poeta en particular. Claude Debussy fue uno de los compositores que utilizó la obra de Verlaine como inspiración. La poesía temprana del poeta es la que más atrajo a Debussy, lo cual se observa en que de los 17 poemas que tomó como inspiración, ocho pertenecen a Fiestas galantes (1869), seis a Romanzas sin palabras (1874) y tres a Sabiduría (1880). En su Petite suite, Debussy incluye dos piezas que llevan títulos correspondientes a dos poemas de Fiestas galantes: Cortège y En bateau. De la misma manera, en el ciclo de canciones Fêtes galantes incluye 6 piezas con títulos del libro: En sourdine, Fantoches, Clair de lune, Les Ingénus, Le Faune y Colloque sentimental. Una de las piezas más populares de Debussy, Clair de lune (tercer movimiento de la Suite bergamasque) también fue inspirada por la misma colección.
Además de Debussy, Gabriel Fauré fue otro de los compositores que compuso música inspirada en la poesía de Verlaine. Escribió Mandoline (Mélodies de Venise) y, también como Debussy, una pieza titulada Clair de Lune (Masques et bergamasques). La diferencia entre ambos compositores es que Fauré buscaba recuperar y extraer el sentido general del poema y su atmósfera, mientras que Debussy pretendía acompañar el poema con su música. De esta forma, la música de Debussy está más apegada a cada verso individualmente y se encarga de reforzar y explicar los sentimientos presentes en la obra.